# Johannes Brandrup
Johannes Brandrup, né le 7 janvier 1967 à Francfort-sur-le-Main, est un acteur allemand.

## Biographie
Il est connu pour son rôle du Commissaire Principal (KHK) Frank Nolte dans la série télévisée policière Alerte Cobra. Il parle couramment l'allemand, l'anglais, le français, l'italien et vit à Berlin.

## Filmographie
- 2016 : Alerte Cobra (Alarm für Cobra 11 - Die Autobahnpolizei) :  Frank Stolte - Épisode : 310
- 2012 : Dangers virtuels (Online - Meine Tochter in Gefah) : Mark Redel
- 2008 : La Bible - Paul de Tarse : Paul (Saul)
- 2004 : Un Petit air de déjà vu (Liebe in der Warteschleife) : Thomas
- 2004 : Un Homme à croquer (Ein Mann zum Vernaschen) : Christian
- 2003 : Cœurs perdus (Rosamunde Pilcher) : Richard
- 2003 : L'Un pour l'autre (Vier Küsse und eine E-Mail) : Kai
- 2001 : Les Croisés (Crociati) : Richard
- 2000 : Un rêve de cendrillon (Wie angelt man sich seinen Chef ?) : Hoffmann
- 1999 : Le Sacrifice de l'amour (Rosamunde Pilcher - Klippen der Liebe) : Ben
- 1998 : Le Gigolo (Gigolo - Bei Anruf Liebe) : Daniel Matzen
- 1996 : Péché d'une nuit (Sünde einer Nacht) : Roger Seifert
- 1996 : Alerte Cobra (Alarm für Cobra 11 - Die Autobahnpolizei) : KriminalHauptKommissar Frank Stolte - Épisode : 1 à 9
- 2005 : Saint Pierre : Jésus